# قائمة انتقالات كرة القدم الإيطالية صيف 2012
قائمة انتقالات دوري الدرجة الأولى في إيطاليا في صيف 2012.

## الدرجة الأولى

### يوفنتوس

#### القادمون
- 25 مايو 2012: المدافع الأوروغواياني مارتن كاسيريس من إشبيلية الإسباني مقابل 8 ملايين يورو.
- 19 يونيو 2012: ليوناردو سبيناتزولا من سيينا الإيطالي بملكية مشتركة مقابل 400 ألف يورو.
- 2 يوليو 2012: لاعب الوسط التشيلي ماوريسيو إسلا من أودينيزي الإيطالي بملكية مشتركة مقابل 9.4 مليون يورو.
- 2 يوليو 2012: لاعب الوسط الغاني كوادو أسامواه من أودينيزي الإيطالي بملكية مشتركة مقابل 9 ملايين يورو.
- 3 يوليو 2012: حارس المرمى الإيطالي نيكولا ليالي من بريشيا الإيطالي مقابل 3.8 مليون يورو.
- 4 يوليو 2012: المدافع البرازيلي لوسيو من إنتر ميلان الإيطالي مجانا.
- 5 يوليو 2012: المدافع الإيطالي ألبيرتو مازي من برو فرشيلي الإيطالي بملكية مشتركة مقابل مليون يورو.
- 16 يوليو 2012: المهاجم الغاني ريتشموند بواكي من جنوة الإيطالي بملكية مشتركة مقابل 4 ملايين يورو بالإضافة إلى المهاجم الإيطالي تشيرو إيموبيلي.
- 27 يوليو 2012: لاعب الوسط الفرنسي باول بوجبا من مانشستر يونايتد الإنجليزي مجانا.
- 22 أغسطس 2012: المدافع الإيطالي ألبيرتو مازي من برو فرشيلي الإيطالي بفسخ الملكية المشتركة مقابل مليون يورو.
- 22 أغسطس 2012: لاعب الوسط الأسترالي جايمس ترويسي من كايسري سبور التركي مجانا.
- 24 أغسطس 2012: المهاجم الإيطالي مانولو غابياديني من أتالانتا الإيطالي بملكية مشتركة مقابل 5.5 مليون يورو.
- 17 أغسطس 2012: فرانتشيسكو أناكورا من بارما الإيطالي بملكية مشتركة مقابل 750 ألف يورو بالإضافة إلى لاعب الوسط الغاني يوسف رحمن تشيبساه.

#### الراحلون
- 19 يونيو 2012: المهاجم الإيطالي ألبيرتو ليبيرتاتزي إلى نوفارا الإيطالي بملكية مشتركة مقابل 450 ألف يورو بالإضافة إلى بيلترامي.
- 2 يوليو 2012: المهاجم الإيطالي كريستيان باسكواتو إلى أودينيزي الإيطالي بملكية مشتركة مقابل 1.5 مليون يورو.
- 10 يوليو 2012: لاعب الوسط الهولندي إلييرو إليا إلى فيردر بريمين الألماني مقابل 5.5 مليون يورو.
- 16 يوليو 2012: جيانلوكا روبين إلى سودتيرول النمساوي بالإعارة.
- 18 يوليو 2012: نيكولو كورتيكيا إلى كاراريزي الإيطالي بالإعارة.
- 18 يوليو 2012: فرانتشيسكو مارجيوتا إلى كاراريزي الإيطالي.
- 3 أغسطس 2012: لاعب الوسط الصربي ميلوش كراسيتش إلى فنربخشة التركي مقابل 7 ملايين يورو.
- 4 أغسطس 2012: لاعب الوسط الإيطالي لوكا كاستيليا إلى فيتشنزا الإيطالي بملكية مشتركة بمقابل غير معلن.
- 10 أغسطس 2012: لاعب الوسط البرازيلي فيليبي ميلو إلى جالاطا سراي التركي بالإعارة مقابل 1.75 مليون يورو.
- 24 أغسطس 2012: لاعب الوسط الأسترالي جايمس ترويسي إلى أتالانتا الإيطالي بملكية مشتركة مقابل مليوني يورو.
- 24 أغسطس 2012: المهاجم الإيطالي مانولو غابياديني إلى بولونيا الإيطالي بالإعارة.
- 28 أغسطس 2012: لاعب الوسط الإيطالي مانويل جياندوناتو إلى فيتشنزا الإيطالي بالإعارة.
- 30 أغسطس 2012: المدافع الإيطالي رافاييلي ألتشيبيادي إلى كاراريزي الإيطالي بالإعارة.
- 30 أغسطس 2012: لاعب الوسط الإيطالي فيليبو بونيبيرتي إلى إمبولي الإيطالي بالإعارة.
- 30 أغسطس 2012: لاعب الوسط البرازيلي غابرييل إلى برو فرشيلي الإيطالي بالإعارة.
- 30 أغسطس 2012: حارس المرمى الإيطالي ماركو كوستانتينو إلى سانت كريستوف فالي دي أوستي الإيطالي بالإعارة.
- 31 أغسطس 2012: لاعب الوسط الغاني ريتشموند بواكي إلى ساسولو الإيطالي بالإعارة.
- 31 أغسطس 2012: المدافع الإيطالي سالفاتوري دي إيليا إلى فينيزيا الإيطالي بالإعارة.

### إيه سي ميلان

#### القادمون
- 10 فبراير 2012: لاعب الوسط الغاني سولي علي مونتاري من إنتر ميلان الإيطالي مجانا.
- 9 مايو 2012: لاعب الوسط السنغالي باكاي تراوري من نانسي الفرنسي مجانا.
- 17 مايو 2012: لاعب الوسط الإيطالي ريكاردو مونتوليفو من فيورنتينا الإيطالي مجانا.
- 25 مايو 2012: حارس المرمى البرازيلي غابرييل من كروزيرو البرازيلي مقابل مليون يورو.
- 29 مايو 2012: حارس المرمى الإيطالي إدواردو باتزاليي من فيورنتينا الإيطالي مجانا.
- 3 يونيو 2012: المدافع الإيطالي فرانتشيسكو أتشيربي من جنوة الإيطالي بملكية مشتركة مقابل 4 ملايين يورو.
- 20 يونيو 2012: المدافع الغاني كيفن كونستانت من جنوة الإيطالي بالإعارة.
- 22 أغسطس 2012: المهاجم الإيطالي جيامباولو بازيني من إنتر ميلان الإيطالي مقابل 13 مليون يورو (7.5 مليون يورو نقدا بالإضافة إلى المهاجم الإيطالي أنطونيو كاسانو.

#### الراحلون
- 30 يونيو 2012: لاعب الوسط الهولندي كلارنس سيدورف إلى بوتافوغو البرازيلي مجانا.
- 5 يوليو 2012: حارس المرمى الإيطالي ريكاردو بيشيتيلي إلى كاراريزي الإيطالي.
- 5 يوليو 2012: المدافع الإيطالي أليساندرو نيستا إلى مونتريال إمباكت الكندي مجانا.
- 6 يوليو 2012: لاعب الوسط الإيطالي سيموني كالفانو إلى هيلاس فيرونا الإيطالي بالإعارة.
- 9 يوليو 2012: المهاجم الإيطالي ألبيرتو بالوسكي إلى كييفو فيرونا الإيطالي بالإعارة.
- 11 يوليو 2012: المهاجم النيجيري نامدي أودمادي إلى فاريزي الإيطالي بالإعارة.
- 14 يوليو 2012: المدافع البرازيلي تياغو سيلفا إلى باريس سان جيرمان الفرنسي مقابل 41 مليون يورو.
- 14 مايو 2012: لاعب الوسط الهولندي مارك فان بوميل إلى آيندهوفن الهولندي مجانا.
- 14 يوليو 2012: لاعب الوسط الإيطالي دافيد دي جينارو إلى سبيتسيا الإيطالي مجانا.
- 15 يونيو 2012: لاعب الوسط الإيطالي جنارو غاتوزو إلى سيون السويسري مجانا.
- 17 يوليو 2012: المدافع الإيطالي لوكا غيرينغيلي إلى نوفارا الإيطالي بملكية مشتركة من غير الإعلان عن القيمة المالية.
- 19 يوليو 2012: المهاجم الإيطالي ماتيو كينيلاتو إلى تريتيوم الإيطالي بالإعارة.
- 24 يوليو 2012: المدافع الإيطالي رودريغو إيلي إلى ريجينا الإيطالي بالإعارة.
- 25 يوليو 2012: المدافع البرازيلي ماركوس دينيز إلى ليتشي الإيطالي بالإعارة.
- 26 يوليو 2012: المهاجم النيجيري كينغسلي أومونيغبو إلى بولونيا الإيطالي مجانا.
- 31 يوليو 2012: لاعب الوسط البرتغالي بيليه إلى أرسنال كييف الأوكراني بالإعارة.
- 31 يوليو 2012: المدافع الإيطالي مايكلأنجيلو ألبيرتاتزي إلى هيلاس فيرونا الإيطالي بالإعارة.
- 22 أغسطس 2012: المهاجم الإيطالي أنطونيو كاسانو إلى إنتر ميلان الإيطالي مقابل 5.5 ضمن جزء من صفقة المهاجم الإيطالي جيامباولو بازيني.
- 30 أغسطس 2012: حارس المرمى الإيطالي إدواردو باتزاليي إلى مونزا الإيطالي.

### أودينيزي

#### القادمون
- 25 مايو 2012: المدافع الفرنسي توما إيورتو من كاين الفرنسي.
- 7 يونيو 2012: لاعب الوسط البرازيلي ويليانس من فلامينغو البرازيلي.
- 2 يوليو 2012: المهاجم الإيطالي كريستيان باسكواتو من يوفنتوس الإيطالي بملكية مشتركة مقابل 1.5 مليون يورو.

#### الراحلون
- 15 يونيو 2012: حارس المرمى السلوفيني يان كوبريفيتش إلى بيروجيا الإيطالي بملكية مشتركة.
- 15 يونيو 2012: المدافع البرازيلي جيفيرسون إلى بيروجيا الإيطالي بالإعارة.
- 15 يونيو 2012: المهاجم البرازيلي فابينهو إلى بيروجيا الإيطالي بالإعارة.
- 22 يونيو 2012: حارس المرمى التشيكي زدينيك زلامال إلى سيغما أولوموتس التشيكي.
- 26 يونيو 2012: لاعب الوسط العاجي تييري دوباي إلى سوشو الفرنسي.
- 2 يوليو 2012: لاعب الوسط التشيلي ماوريسيو إسلا إلى يوفنتوس الإيطالي بملكية مشتركة مقابل 9.4 مليون يورو.
- 2 يوليو 2012: لاعب الوسط الغاني كوادو أسامواه إلى يوفنتوس الإيطالي بملكية مشتركة مقابل 9 ملايين يورو.
- 2 يوليو 2012: المهاجم الإيطالي كريستيان باسكواتو إلى بولونيا الإيطالي بالإعارة.
- 23 يوليو 2012: لاعب الوسط المكسيكي خوان كوادرادو إلى فيورنتينا الإيطالي بالإعارة.
- 28 يوليو 2012: سيموني سبارديلا إلى فانو الإيطالي.

### لاتسيو

#### القادمون
- 22 مارس 2012: لاعب الوسط البرازيلي إيدرسون من أولمبيك ليون الفرنسي مجانا.

#### الراحلون
- 31 أغسطس 2012: أليساندرو بيراردي إلى هيلاس فيرونا الإيطالي بالإعارة.
- 3 أغسطس 2012: أندريا سبراغا من بيزا الإيطالي بملكية مشتركة.

### نابولي

#### القادمون
- 6 يونيو 2012: المهاجم المقدوني غوران بانديف من إنتر ميلان الإيطالي.

#### الراحلون
- 2 يوليو 2012: المهاجم الأرجنتيني إزيكييل لافيتزي إلى باريس سان جيرمان الفرنسي.
- 5 يوليو 2012: حارس المرمى الإيطالي لويجي سيبي إلى بيزا الإيطالي.
- 4 أغسطس 2012: المدافع الإيطالي لويجي فيتالي إلى تيرنانا الإيطالي بالإعارة.
- 31 أغسطس 2012: لاعب الوسط الإيطالي دافيدي باريتي إلى أفيلينو الإيطالي بالإعارة.

### إنتر ميلان

#### القادمون
- 17 مايو 2012: لاعب الوسط الكولومبي فريدي غوارين من بورتو البرتغالي مقابل 11 مليون يورو.
- 7 يونيو 2012: المهاجم الأرجنتيني رودريغو بالاسيو من جنوة الإيطالي.
- 20 يوليو 2012: لاعب الوسط البلجيكي غابي مودنغاي من بولونيا الإيطالي بالإعارة.
- 22 أغسطس 2012: المهاجم الإيطالي أنطونيو كاسانو من إيه سي ميلان الإيطالي مقابل 5.5 مليون يورو (كجزء من صفقة باتزيني).
- 23 أغسطس 2012: المدافع الأوروغواياني ألفارو بيريرا من بورتو البرتغالي مقابل 10 ملايين يورو بالإضافة إلى 5 ملايين يورو حوافز.

#### الراحلون
- 10 فبراير 2012: لاعب الوسط الغاني سولي علي مونتاري إلى إيه سي ميلان الإيطالي مجانا.
- 6 يونيو 2012: المهاجم المقدوني غوران بانديف إلى نابولي الإيطالي.
- 4 يوليو 2012: المدافع البرازيلي لوسيو إلى يوفنتوس الإيطالي مجانا.
- 6 يوليو 2012: المهاجم الأوروغواياني دييغو فورلان إلى إنترناسيونال البرازيلي مجانا.
- 10 يوليو 2012: المدافع الإيطالي سيموني بيكوريني إلى إمبولي الإيطالي بالإعارة.
- 10 يوليو 2012: لاعب الوسط الباراغواياني رودريغو ألبورنو إلى نوفارا الإيطالي بالإعارة.
- 12 يوليو 2012: المهاجم الإيطالي ريكاردو بوكالون إلى سودتيرول الإيطالي بالإعارة.
- 12 يوليو 2012: المهاجم السنغالي مام بابا تيام إلى سودتيرول الإيطالي بالإعارة.
- 14 يوليو 2012: حارس المرمى الإيطالي فرانتشيسكو باردي إلى نوفارا الإيطالي بالإعارة.
- 18 يوليو 2012: لاعب الوسط الإيطالي لوكا تريمولادا إلى كومو الإيطالي بملكية مشتركة.
- 24 يوليو 2012: لاعب الوسط الإيطالي ياكوبو فورتوناتو إلى تريفيزو الإيطالي مجانا.
- 26 يوليو 2012: حارس المرمى الإيطالي إميليانو فيفيانو إلى باليرمو الإيطالي بفسخ ملكية مشتركة مقابل 3 ملايين يورو بالإضافة إلى سلفستر.
- 22 أغسطس 2012: المهاجم الإيطالي جيامباولو بازيني إلى إيه سي ميلان الإيطالي مقابل 13 مليون يورو (7.5 مليون يورو نقدا بالإضافة إلى كاسانو).
- 28 أغسطس 2012: المهاجم الإيطالي صامويلي لونغو إلى إسبانيول الإسباني بالإعارة.

### روما

#### القادمون
- 4 يوليو 2012: لاعب الوسط الروماني أدريان ستويان من باري الإيطالي بفسخ الملكية المشتركة مقابل مليون يورو.
- 28 يونيو 2012: المدافع الإيطالي باولو فراسكاتوري من بينيفنتو الإيطالي بملكية مشتركة مقابل 250 ألف يورو (50 ألف يورو نقدا بالإضافة إلى مونتيني).
- 22 يونيو 2012: المهاجم العاجي تالو غادجي من كييفو فيرونا الإيطالي بملكية مشتركة مقابل مليون يورو.
- 15 يوليو 2012: لاعب الوسط الأمريكي مايكل برادلي من كييفو فيرونا الإيطالي مقابل 3.75 مليون يورو (3.25 مليون يورو نقدا بالإضافة إلى نصف بطاقة ستويان).
- 6 يوليو 2012: لاعب الوسط الإيطالي أليساندرو فلورينزي من كروتوني الإيطالي بفسخ الملكية المشتركة مقابل 1.25 مليون يورو.
- 18 يوليو 2012: لاعب الوسط اليوناني باناجيوتيس تاختسيديس من جنوة الإيطالي بملكية مشتركة مقابل 2.5 مليون يورو (1.5 مليون يورو نقدا بالإضافة إلى نصف بطاقة بيرتولاتشي.
- 30 يوليو 2012: المهاجم الإيطالي ماتيا ديسترو من جنوة الإيطالي بالإعارة مقابل 11.5 مليون يورو.
- 22 يونيو 2012: المدافع الإيطالي لوكا أنتي من غروسيتو الإيطالي بملكية مشتركة مقابل 100 ألف يورو.
- 22 يونيو 2012: لاعب الوسط الإيطالي ماركو دي أليساندرو من هيلاس فيرونا الإيطالي بملكية مشتركة مقابل 100 ألف يورو.
- 1 أغسطس 2012: المدافع الإيطالي فيديريكو بالزاريتي من باليرمو الإيطالي مقابل 4.5 مليون يورو.
- 1 أغسطس 2012: المدافع الباراغواياني إيفان بيريس من ديبورتيفو مالدونادو الأوروغواياني بالإعارة مقابل 700 ألف يورو.

#### الراحلون
- 21 يونيو 2012: لاعب الوسط الإيطالي ستيفانو بيتيناري إلى كروتوني الإيطالي بملكية مشتركة مقابل 250 ألف يورو.
- 21 يونيو 2012: المهاجم الإيطالي جيانلوكا كابراري إلى بيسكارا الإيطالي بملكية مشتركة مقابل 1.2 مليون يورو.
- 21 يونيو 2012: المدافع الإيطالي باولو فراسكاتوري إلى ساسولو الإيطالي بالإعارة.
- 21 يونيو 2012: لاعب الوسط الروماني أدريان ستويان إلى باري الإيطالي بملكية مشتركة مقابل 300 ألف يورو.
- 22 يونيو 2012: لاعب الوسط الإيطالي أليساندرو فلورينزي إلى كروتوني الإيطالي بملكية مشتركة مقابل 250 ألف يورو.
- 22 يونيو 2012: المهاجم الإيطالي ماتيا مونتيني إلى بينيفنتو الإيطالي بملكية مشتركة مقابل 200 ألف يورو (كجزء من صفقة فراسكاتوري).
- 9 يوليو 2012: لاعب الوسط الإيطالي ماركو دي أليساندرو إلى تشيزينا الإيطالي بالإعارة.
- 13 يوليو 2012: المهاجم الإيطالي فابيو بوريني إلى ليفربول الإنجليزي مقابل 13.3 مليون يورو.
- 15 يوليو 2012: لاعب الوسط الروماني أدريان ستويان إلى كييفو فيرونا الإيطالي بملكية مشتركة مقابل 500 ألف يورو (كجزء من صفقة برادلي).
- 18 يوليو 2012: لاعب الوسط الإيطالي أندريا بيرتولاتشي إلى جنوة الإيطالي بملكية مشتركة مقابل مليون يورو (كجزء من صفقة تاختسيديس).
- 11 أغسطس 2012: المدافع الأرجنتيني غابرييل هاينزه إلى نيولز أولد بويز الأرجنتيني مجانا.
- 11 أغسطس 2012: لاعب الوسط الإيطالي ماتيو بريغي إلى تورينو الإيطالي بالإعارة.
- 22 أغسطس 2012: لاعب الوسط الغاني أحمد باروسو إلى جنوة الإيطالي مجانا.
- 29 أغسطس 2012: المدافع الإيطالي أليساندرو مالومو إلى براتو الإيطالي بالإعارة.

### بارما

#### القادمون
- 22 مارس 2012: حارس المرمى السلوفاكي بافول بايزا من دوبنيتشا السلوفاكي.
- 22 مارس 2012: لاعب الوسط اليوناني بسوتيريس نينيس من باناثينايكوس اليوناني مجانا.
- 20 يونيو 2012: المدافع الإيطالي أندريا روسي من سيينا الإيطالي بملكية مشتركة مقابل 1.8 مليون يورو.
- 25 يونيو 2012: المدافع الفنلندي يوناس بورتين من بادوفا الإيطالي بملكية مشتركة مقابل مليوني يورو (المبادلة مع غالي).
- 26 يونيو 2012: حارس المرمى الإيطالي أليساندرو ياكوبوتشي من سيينا الإيطالي بملكية مشتركة مقابل 1.7 مليون يورو (المبادلة مع غالوبو).
- 26 يونيو 2012: المدافع الإيطالي جيوزيبي باتشيني من سيينا الإيطالي بملكية مشتركة مقابل 500 ألف يورو (المبادلة مع دومبيا).
- 27 يونيو 2012: المهاجم الكولومبي دورلان بابون من أتليتيكو ناسيونال الكولومبي.
- 28 يونيو 2012: لاعب الوسط الإيطالي ريكاردو كازيني من بولونيا الإيطالي بملكية مشتركة مقابل مليون يورو (المبادلة مع فينوكيو).
- 28 يونيو 2012: حارس المرمى الإيطالي أندريا روسيني من تشيزينا الإيطالي بملكية مشتركة مقابل 1.6 مليون يورو.
- 28 يونيو 2012: لاعب الوسط الإيطالي نيكولا ديل بيفو من تشيزينا الإيطالي بملكية مشتركة مقابل مليون يورو.
- 29 يونيو 2012: المدافع الإيطالي لورينزو باسكواليني من أسكولي الإيطالي بملكية مشتركة مقابل 1.25 مليون يورو.
- 29 يونيو 2012: نيكولو بيلوتي من بريشيا الإيطالي بملكية مشتركة مقابل 1.2 مليون يورو (المبادلة مع روسو).
- 29 يونيو 2012: المهاجم الإيطالي ماورو تشيوفي من كروتوني الإيطالي بملكية مشتركة مقابل 1.3 مليون يورو (400 ألف يورو نقدا بالإضافة إلى نصف بطاقة مانتوفاني).
- 30 يونيو 2012: المهاجم الجزائري إسحاق بلفوضيل من أولمبيك ليون الفرنسي مقابل 2.5 مليون يورو.
- 5 يوليو 2012: المدافع البرتغالي غونكالو برانداو من سيينا الإيطالي بملكية مشتركة مقابل 1.6 مليون يورو.
- 7 يوليو 2012: لاعب الوسط الإيطالي ماركو بارولو من تشيزينا الإيطالي بالإعارة.
- 16 يوليو 2012: لاعب الوسط الغاني أفريي أسكواه من باليرمو الإيطالي بالإعارة.
- 2 أغسطس 2012: المهاجم الإيطالي دانييلي بازوفيا من غوبيو الإيطالي.
- 17 أغسطس 2012: لاعب الوسط الغاني يوسف رامان تشيبساه من يوفنتوس الإيطالي بملكية مشتركة مقابل 750 ألف يورو (المبادلة مع أناكورا).
- 20 أغسطس 2012: المدافع الجزائري يوهان بن علوان من تشيزينا الإيطالي بالإعارة.
- 14 سبتمبر 2012: لاعب الوسط الإيطالي ماركو ماركيوني من فيورنتينا الإيطالي مجانا.

#### الراحلون
- 14 يونيو 2012: المهاجم الإيطالي جيانلوكا لابادولا إلى تشيزينا الإيطالي بملكية مشتركة مقابل 1.4 مليون يورو.
- 20 يونيو 2012: المدافع الإيطالي رافاييلي سكيافي إلى سبيتسيا الإيطالي بالإعارة.
- 20 يونيو 2012: لاعب الوسط الإيطالي مانويل كوبولا إلى سيينا الإيطالي بملكية مشتركة مقابل 1.6 مليون يورو.
- 22 يونيو 2012: المدافع الإيطالي أنجيلو بينتشيفينغا إلى برو فرشيلي الإيطالي بالإعارة.
- 25 يونيو 2012: لاعب الوسط الإيطالي نيكولو غالي إلى بادوفا الإيطالي بملكية مشتركة مقابل مليوني يورو (المبادلة مع بورتين).
- 25 يونيو 2012: المدافع الفنلندي يوناس بورتين إلى بادوفا الإيطالي بالإعارة.
- 26 يونيو 2012: المدافع الإيطالي ألبيرتو غالوبو إلى سيينا الإيطالي بملكية مشتركة مقابل 1.7 مليون يورو (المبادلة مع ياكوبوتشي).
- 26 يونيو 2012: لاعب الوسط الفرنسي عبدو دومبيا إلى سيينا الإيطالي بملكية مشتركة مقابل 500 ألف يورو (المبادلة مع باتشيني).
- 28 يونيو 2012: المهاجم الفرنسي غريغوار دفرل إلى تشيزينا الإيطالي بملكية مشتركة مقابل 1.2 مليون يورو.
- 28 يونيو 2012: المدافع الفنزويلي رولف فيلتشر إلى بادوفا الإيطالي بالإعارة.
- 28 يونيو 2012: لاعب الوسط الإيطالي فرانتشيسكو فينوكيو إلى بولونيا الإيطالي بملكية مشتركة مقابل مليون يورو (المبادلة مع كازيني).
- 28 يونيو 2012: حارس المرمى الإيطالي أليساندرو ياكوبوتشي إلى سبيتسيا الإيطالي بالإعارة.
- 29 يونيو 2012: ماتيو مانتوفاني إلى كروتوني الإيطالي بملكية مشتركة مقابل 900 ألف يورو (جزء من صفقة تشيوفي).
- 29 يونيو 2012: حارس المرمى الإيطالي ستيفانو روسو إلى بريشيا الإيطالي بملكية مشتركة مقابل 1.2 مليون يورو (المبادلة مع بيلوتي).
- 29 يونيو 2012: المدافع الإيطالي لورينزو باسكواليني إلى أسكولي الإيطالي بالإعارة.
- 29 يونيو 2012: لاعب الوسط البرتغالي دانيلو بيريرا إلى رودا الهولندي بالإعارة.
- 29 يونيو 2012: لاعب الوسط الإيطالي دافيدي كولومبا إلى أسكولي الإيطالي بملكية مشتركة مقابل 1.1 مليون يورو.
- 3 يوليو 2012: المدافع الإيطالي أندريا ريسبولي إلى بادوفا الإيطالي بالإعارة.
- 3 يوليو 2012: لاعب الوسط النيجيري نوانكو أوبيورا إلى بادوفا الإيطالي بالإعارة.
- 3 يوليو 2012: لاعب الوسط البرازيلي زي إدواردو إلى بادوفا الإيطالي بالإعارة.
- 5 يوليو 2012: المدافع الأرجنتيني هرنان باولو ديلافيوري إلى سيينا الإيطالي بملكية مشتركة مقابل 1.8 مليون يورو.
- 6 يوليو 2012: لاعب الوسط الإيطالي لورينزو كريزيتيغ إلى سبيتسيا الإيطالي بالإعارة.
- 7 يوليو 2012: كريستيان بيدرينيلي إلى فيرالبيسالو الإيطالي بالإعارة.
- 7 يوليو 2012: المدافع البرتغالي غونكالو برانداو إلى تشيزينا الإيطالي بالإعارة.
- 7 يوليو 2012: حارس المرمى الإيطالي ألبيرتو غالينيتا إلى فيرالبيسالو الإيطالي بالإعارة.
- 7 يوليو 2012: لاعب الوسط الإيطالي أليساندرو دي فيتيس إلى بادوفا الإيطالي بالإعارة.
- 10 يوليو 2012: حارس المرمى الإيطالي أندريا روسيني إلى تشيزينا الإيطالي بالإعارة.
- 11 يوليو 2012: لاعب الوسط الإيطالي نيكولا ديل بيفو إلى كومو الإيطالي بالإعارة.
- 14 يوليو 2012: لاعب الوسط الإيطالي فرانشيسكو فالياني إلى سيينا الإيطالي.
- 17 يوليو 2012: حارس المرمى الإيطالي ماتيو بيسيري إلى كاتنزارو الإيطالي بالإعارة.
- 17 يوليو 2012: لاعب الوسط الإيطالي بييترو باكولو إلى غوبيو الإيطالي.
- 18 يوليو 2012: المهاجم البوسني ميلان ديوريتش إلى كريمونيزي الإيطالي بالإعارة.
- 19 يوليو 2012: المدافع الإيطالي أندريا روسي إلى تشيزينا الإيطالي بالإعارة.
- 23 يوليو 2012: لاعب الوسط الإيطالي أليسيو مانزوني إلى غوبيو الإيطالي.
- 23 يوليو 2012: المدافع الإيطالي فرانتشيسكو بامبيانكي إلى غوبيو الإيطالي بالإعارة.
- 24 يوليو 2012: المدافع الإيطالي جيوزيبي باتشيني إلى فوندي الإيطالي بالإعارة.
- 26 يوليو 2012: المهاجم الإيطالي أليساندرو إيليا إلى أرزانيزي الإيطالي بالإعارة.
- 26 يوليو 2012: ميكيلي بينتوليو إلى فيرالبيسالو الإيطالي.
- 26 يوليو 2012: المدافع الإيطالي ياكوبو غاليمبيرتي إلى غوبيو الإيطالي بالإعارة.
- 9 أغسطس 2012: المدافع الإيطالي لوكا تيديسكي إلى كريمونيزي الإيطالي.
- 31 أغسطس 2012: المهاجم الإيطالي دانييلي بازوفيا إلى غوبيو الإيطالي بالإعارة.
- 3 أغسطس 2012: المهاجم الإيطالي دانييل تشيوفاني إلى بيروجيا الإيطالي بالإعارة.
- 26 يوليو 2012: المدافع الإيطالي فرانشيسكو موديستو إلى بيسكارا الإيطالي بالإعارة.

### بولونيا

#### القادمون
- 17 يوليو 2012: المدافع البرازيلي روجر كارفالهو من تومبينزي البرازيلي بالإعارة.
- 26 يوليو 2012: المهاجم النيجيري كينغسلي أومونيغبو من كياسو السويسري مجانا.
- 25 يوليو 2012: المدافع الإيطالي تشيزاري ناتالي من فيورنتينا الإيطالي مجانا.
- 8 يوليو 2012: المهاجم الإيطالي روبرت أكوافريسكا من جنوة الإيطالي بملكية مشتركة.
- 28 يونيو 2012: لاعب الوسط الإيطالي فرانتشيسكو فينوكيو من بارما الإيطالي بملكية مشتركة مقابل مليون يورو (المبادلة مع كازيني).
- 20 يناير 2012: لاعب الوسط الإسباني مارتي ريفيرولا من برشلونة الإسباني مجانا.
- 25 يوليو 2012: لاعب الوسط الإيطالي تيبيريو غوارينتي من إشبيلية الإسباني بالإعارة.
- 2 يوليو 2012: المهاجم الإيطالي كريستيان باسكواتو من أودينيزي الإيطالي بالإعارة.

#### الراحلون
- 21 مايو 2012: المدافع الإيطالي أندريا راجي إلى موناكو الفرنسي مجانا.
- 25 مايو 2012: المهاجم الإيطالي ماركو دي فايو إلى مونتريال إمباكت الكندي.
- 28 يونيو 2012: لاعب الوسط الإيطالي ريكاردو كازيني إلى بارما الإيطالي بملكية مشتركة مقابل مليون يورو (المبادلة مع فينوكيو).
- 5 يوليو 2012: حارس المرمى البلجيكي جان فرانسوا غيليه إلى تورينو الإيطالي.
- 7 يوليو 2012: لاعب الوسط الإيطالي فرانتشيسكو فينوكيو إلى فيرالبيسالو الإيطالي بالإعارة.
- 20 يوليو 2012: لاعب الوسط البلجيكي غابي مودنغاي إلى إنتر ميلان الإيطالي بالإعارة.
- 20 يوليو 2012: المدافع الإيطالي ماتيو بوكاتشيني إلى فانو الإيطالي بالإعارة.
- 20 يوليو 2012: المدافع الباراغواياني مانويل غافيلان إلى نوتشيرينا الإيطالي بالإعارة.
- 26 يوليو 2012: لاعب الوسط الإيطالي ريكاردو بازي إلى سودتيرول الإيطالي بالإعارة.
- 26 يوليو 2012: المدافع الإسباني خوان كروز إلى كاراريزي الإيطالي بالإعارة.
- 31 أغسطس 2012: المهاجم الإيطالي ماسيمو كودا إلى سان مارينو من سان مارينو.
- 31 أغسطس 2012: لاعب الوسط الإيطالي نيكولا كابيليني إلى سان مارينو من سان مارينو بالإعارة.

### كييفو فيرونا

#### القادمون
- 6 يوليو 2012: لاعب الوسط الإيطالي روبيرتو غوانا من تشيزينا الإيطالي.
- 9 يوليو 2012: لاعب الوسط الغاني إسحاق كوفي من جنوة الإيطالي بملكية مشتركة.
- 13 يوليو 2012: المهاجم الإيطالي ديفيد دي ميكيلي من ليتشي الإيطالي.
- 9 يوليو 2012: المهاجم الإيطالي ألبيرتو بالوسكي من إيه سي ميلان الإيطالي بالإعارة.
- 21 يونيو 2012: المهاجم البرازيلي دييغو فارياس من نوتشيرينا الإيطالي بملكية مشتركة.
- 15 يوليو 2012: لاعب الوسط الروماني أدريان ستويان من روما الإيطالي بملكية مشتركة مقابل 500 ألف يورو (جزء من صفقة برادلي).
- 31 مايو 2012: المدافع الروماني بول باب من فاسلوي الروماني.
- 4 يوليو 2012: المدافع السلوفاكي بافول فاركاش من فاسلوي الروماني.
- 6 يوليو 2012: لاعب الوسط الإيطالي لورينزو ماركيوني من أسكولي الإيطالي.
- 27 أغسطس 2012: لاعب الوسط الإيطالي نيكولا بيلومو من باري الإيطالي بملكية مشتركة.
- 31 أغسطس 2012: غابرييلي زيربو من تيرامو الإيطالي.
- 5 سبتمبر 2012: لاعب الوسط الإيطالي نيكولا ريغوني من فيتشنزا الإيطالي.

#### الراحلون
- 22 يونيو 2012: المهاجم العاجي تالو غادجي إلى روما الإيطالي بملكية مشتركة مقابل مليون يورو.
- 28 يونيو 2012: لاعب الوسط الإيطالي يوسف حنين إلى أسكولي الإيطالي بملكية مشتركة.
- 5 يوليو 2012: المدافع الإيطالي أميديو بينيديتي إلى بيزا الإيطالي.
- 5 يوليو 2012: ماسيمو زامبارو إلى لوميزاني الإيطالي بالإعارة.
- 5 يوليو 2012: فيليبو فوندي إلى بيزا الإيطالي بملكية مشتركة.
- 6 يوليو 2012: ياكوبو كوليتا إلى لوميزاني الإيطالي بملكية مشتركة.
- 6 يوليو 2012: لاعب الوسط الإيطالي مانويل يوري إلى تشيزينا الإيطالي بالإعارة.
- 9 يوليو 2012: حارس المرمى الإيطالي ماركو سيلفيستري إلى نادي بادوفا الإيطالي بالإعارة.
- 10 يوليو 2012: لاعب الوسط الإيطالي لوكاس فيناتسي إلى بريشيا الإيطالي بالإعارة.
- 11 يوليو 2012: لاعب الوسط البلغاري رادوسلاف كيريلوف إلى لوميزاني الإيطالي بالإعارة.
- 11 يوليو 2012: سالفاتوري غالو إلى لوميزاني الإيطالي بالإعارة.
- 12 يوليو 2012: لاعب الوسط الإيطالي فيليبو تاناليا إلى ألساندريا الإيطالي.
- 12 يوليو 2012: ماركو بافانيلو إلى ألساندريا الإيطالي بملكية مشتركة.
- 13 يوليو 2012: لاعب الوسط الإيطالي مارتشيلو فالزيرانو إلى غروسيتو الإيطالي بملكية مشتركة.
- 15 يوليو 2012: لاعب الوسط الأمريكي مايكل برادلي إلى روما الإيطالي مقابل 3.75 مليون يورو (3.25 مليون يورو نقدا بالإضافة إلى نصف بطاقة ستويان).
- 7 أغسطس 2012: المهاجم السنغالي أمادو سامب إلى لوميزاني الإيطالي بالإعارة.
- 21 أغسطس 2012: المدافع الكاميروني نيستور دجينغوي إلى زغرب الكرواتي بالإعارة.
- 21 أغسطس 2012: لاعب الوسط الإيطالي أميديو كالياري إلى مونزا الإيطالي بملكية مشتركة.
- 27 أغسطس 2012: لاعب الوسط الإيطالي أندريا دي فالكو إلى باري الإيطالي بملكية مشتركة.
- 27 أغسطس 2012: لاعب الوسط الإيطالي نيكولا بيلومو إلى باري الإيطالي بالإعارة.
- 31 أغسطس 2012: المدافع الأرجنتيني سانتياغو موريرو إلى تشيزينا الإيطالي بالإعارة.
- 31 أغسطس 2012: المدافع الإيطالي أليساندرو باسولي إلى سودتيرول الإيطالي بالإعارة.
- 5 سبتمبر 2012: لاعب الوسط الإيطالي نيكولا ريجوني إلى فيتشنزا الإيطالي بالإعارة.

### كاتانيا

#### القادمون
- 15 يونيو 2012: لاعب الوسط الغاني أميدو ساليفو من فيورنتينا الإيطالي بالإعارة.
- 6 يوليو 2012: حارس المرمى الإيطالي ألبيرتو فريسون من فيتشنزا الإيطالي بملكية مشتركة.
- 31 أغسطس 2012: المهاجم السنغالي أميت فول من ليكو الإيطالي مجانا.

#### الراحلون
- 22 يونيو 2012: حارس المرمى السلوفاكي توماش كوشيسكي إلى نوفارا الإيطالي (المبادلة مع موريموتو).
- 6 يوليو 2012: المدافع الإيطالي رافاييلي إمباراتو إلى فيتشنزا الإيطالي.
- 10 يوليو 2012: المهاجم الأرجنتيني ماكسي لوبيز إلى سامبدوريا الإيطالي.
- 19 يوليو 2012: المدافع البرازيلي توم إلى كوبر الروسي.
- 19 يوليو 2012: المدافع البرازيلي رافاييل مارتينهو إلى هيلاس فيرونا الإيطالي بالإعارة.
- 31 أغسطس 2012: المدافع الإيطالي جيوردانو ماكاروني إلى بيلاريا-إيجيا مارينا الإيطالي.
- 31 أغسطس 2012: المهاجم السنغالي أميت فول إلى بيلاريا-إيجيا مارينا الإيطالي.

### أتالانتا

#### القادمون
- 24 أغسطس 2012: لاعب الوسط الأسترالي جايمس ترويسي من يوفنتوس الإيطالي بملكية مشتركة مقابل مليوني يورو.

#### الراحلون
- لا يوجد.

### فيورنتينا

#### القادمون
- 5 يونيو 2012: المدافع المصري أحمد حجازي من الإسماعيلي المصري.
- 2 يوليو 2012: المدافع الإيطالي ماتيا كاساني من باليرمو الإيطالي مقابل 2.75 مليون يورو.
- 11 يوليو 2012: المدافع الأرجنتيني فاكوندو رونكاليا من بوكا جونيورز الأرجنتيني.
- 11 يوليو 2012: المهاجم المغربي منير الحمداوي من أياكس أمستردام الهولندي.
- 15 يوليو 2012: حارس المرمى الإيطالي كريستيانو لوباتيلي من جنوة الإيطالي مجانا.
- 23 يوليو 2012: لاعب الوسط الكولومبي خوان كوادرادو من أودينيزي الإيطالي بالإعارة.
- 26 يوليو 2012: حارس المرمى الإيطالي إميليانو فيفيانو من باليرمو الإيطالي بالإعارة مقابل 500 ألف يورو.
- 26 يوليو 2012: لاعب الوسط الإيطالي فرانتشيسكو ديلا روكا من باليرمو الإيطالي بالإعارة.
- 27 يوليو 2012: لاعب الوسط التشيلي ماتياس فرنانديز من سبورتينغ لشبونة البرتغالي مقابل 3.136 مليون يورو بالإضافة إلى 1.5 مليون يورو حوافز.
- 3 أغسطس 2012: لاعب الوسط الإيطالي ألبيرتو أكويلاني من ليفربول الإنجليزي.
- 3 أغسطس 2012: المدافع الأرجنتيني غونزالو رودريغيز من فياريال الإسباني.
- 3 أغسطس 2012: لاعب الوسط الإسباني بورخا فاليرو من فياريال الإسباني.
- 31 أغسطس 2012: المهاجم الإيطالي لوكا توني من النصر الإماراتي مجانا.

#### الراحلون
- 17 مايو 2012: لاعب الوسط الإيطالي ريكاردو مونتوليفو إلى إيه سي ميلان الإيطالي مجانا.
- 29 مايو 2012: حارس المرمى الإيطالي إدواردو باتساليي إلى إيه سي ميلان الإيطالي مجانا.
- 15 يونيو 2012: لاعب الوسط الغاني أميدو ساليفو إلى كاتانيا الإيطالي بالإعارة.
- 26 يونيو 2012: لاعب الوسط الإيطالي دييغو تشينتشياريلي إلى بيروجيا الإيطالي.
- 29 يونيو 2012: لاعب الوسط المغربي حسين خرجة إلى العربي القطري مجانا.
- 29 يونيو 2012: المهاجم الإيطالي بييترو إيميلو إلى برو فرشيلي الإيطالي بالإعارة.
- 29 يونيو 2012: ريدر إلى باهيا البرازيلي بالإعارة.
- 29 يونيو 2012: المدافع الإيطالي باولو روتسيو إلى بيزا الإيطالي بالإعارة.
- 29 يونيو 2012: حارس المرمى البرازيلي ماركوس ميراندا إلى برو فرشيلي الإيطالي بملكية مشتركة.
- 4 يوليو 2012: حارس المرمى الإيطالي أندريا سيكولين إلى يوفي ستابيا الإيطالي بالإعارة.
- 4 يوليو 2012: لاعب الوسط الغاني دانييل كوفي أغيي إلى يوفي ستابيا الإيطالي بالإعارة.
- 4 يوليو 2012: المدافع الإيطالي كريستيانو بيتشيني إلى سبيتسيا الإيطالي بالإعارة.
- 6 يوليو 2012: لاعب الوسط الإيطالي أليسيو فاتيتشيون إلى غافورانو الإيطالي بملكية مشتركة.
- 10 يوليو 2012: لوكا بيتانتي إلى أفيلينو الإيطالي بالإعارة.
- 10 يوليو 2012: جيوليو غريفوني إلى غافورانو الإيطالي بملكية مشتركة.
- 12 يوليو 2012: ميكيل باناتي إلى أفيلينو الإيطالي بملكية مشتركة.
- 12 يوليو 2012: ألبيرتو باكارين إلى بورغو بروجيانو الإيطالي بملكية مشتركة.
- 16 يوليو 2012: المدافع الإيطالي لورينزو دي سيلفيستري إلى سامبدوريا الإيطالي بالإعارة.
- 25 يوليو 2012: المدافع الإيطالي تشيزاري ناتالي إلى بولونيا الإيطالي مجانا.
- 25 يوليو 2012: حارس المرمى الإيطالي نيكولو مانفريديني إلى مودينا الإيطالي بملكية مشتركة.
- 14 سبتمبر 2012: لاعب الوسط الإيطالي ماركو ماركيوني إلى بارما الإيطالي مجانا.

### سيينا

#### القادمون
- 20 يونيو 2012: المهاجم الإيطالي ماتيا ديسترو من جنوة الإيطالي بملكية مشتركة مقابل 1.3 مليون يورو.
- 20 يونيو 2012: لاعب الوسط الإيطالي مانويل كوبولا من بارما الإيطالي بملكية مشتركة مقابل 1.6 مليون يورو.
- 26 يونيو 2012: المدافع الإيطالي ألبيرتو غالوبو من بارما الإيطالي بملكية مشتركة مقابل 1.7 مليون يورو (المبادلة مع ياكوبوتشي).
- 26 يونيو 2012: لاعب الوسط الفرنسي عبدو دومبيا من بارما الإيطالي بملكية مشتركة مقابل 500 ألف يورو (المبادلة مع باتشيني).
- 29 يونيو 2012: جيوليو كافاليري من فيتشنزا الإيطالي بملكية مشتركة مقابل 768 ألف يورو.
- 1 يوليو 2012: المدافع الإيطالي ماتيو كونتيني من ريال سرقسطة الإسباني مقابل 1.3 مليون يورو.
- 5 يوليو 2012: المدافع الأرجنتيني هرنان باولو ديلافيوري من بارما الإيطالي بملكية مشتركة مقابل 1.8 مليون يورو.
- 14 يوليو 2012: لاعب الوسط الإيطالي فرانشيسكو فالياني من بارما الإيطالي.
- 30 يوليو 2012: لاعب الوسط الإيطالي فاليريو فيري من جنوة الإيطالي بالإعارة.
- 24 أغسطس 2012: المهاجم البرازيلي جويلسون من بيرغوليتيزي الإيطالي مجانا.
- 31 أغسطس 2012: المهاجم الفرنسي لوران لانتيري من نوفارا الإيطالي.

#### الراحلون
- 6 يونيو 2012: لاعب الوسط الإيطالي فرانكو بريينزا إلى باليرمو الإيطالي.
- 19 يونيو 2012: ليوناردو سبيناتسولا إلى يوفنتوس الإيطالي بملكية مشتركة مقابل 400 ألف يورو.
- 20 يونيو 2012: المدافع الإيطالي أندريا روسي إلى بارما الإيطالي بملكية مشتركة مقابل 1.8 مليون يورو.
- 21 يونيو 2012: المدافع الإيطالي لوكا روسيتيني إلى كالياري الإيطالي.
- 22 يونيو 2012: لاعب الوسط الإيطالي غينارو ترويانييلو إلى ساسولو الإيطالي.
- 26 يونيو 2012: حارس المرمى الإيطالي أليساندرو ياكوبوتشي إلى بارما الإيطالي بملكية مشتركة مقابل 1.7 مليون يورو (المبادلة مع غالوبو).
- 26 يونيو 2012: المدافع الإيطالي جيوزيبي باتشيني إلى بارما الإيطالي بملكية مشتركة مقابل 500 ألف يورو (المبادلة مع دومبيا).
- 29 يونيو 2012: حارس المرمى الإيطالي ريتشارد غابرييل ماركوني إلى فيتشنزا الإيطالي بملكية مشتركة مقابل 750 ألف يورو.
- 5 يوليو 2012: المدافع البرتغالي غونكالو برانداو إلى بارما الإيطالي بملكية مشتركة مقابل 1.6 مليون يورو.
- 5 يوليو 2012: المدافع الإيطالي غايتانو كابوغروسو إلى بافيا الإيطالي بالإعارة.
- 21 يوليو 2012: المدافع الإيطالي إيمانويلي بيزولي إلى هيلاس فيرونا الإيطالي.
- 30 يوليو 2012: المهاجم الإيطالي ماتيا ديسترو إلى جنوة الإيطالي بفسخ الملكية المشتركة مقابل 7.5 مليون يورو.
- 9 أغسطس 2012: المدافع الإيطالي ليوناردو بلانتشارد إلى فروزينوني الإيطالي بالإعارة.
- 10 أغسطس 2012: المدافع الإيطالي فيديريكو مانيني إلى سان مارينو من سان مارينو بالإعارة.
- 31 أغسطس 2012: المهاجم الفرنسي لوران لينتيري إلى أندريا الإيطالي بالإعارة.
- 31 أغسطس 2012: المهاجم الإيطالي نيكولو جيانيتي إلى تشيتاديلا الإيطالي بالإعارة.
- 31 أغسطس 2012: لاعب الوسط النمساوي مارسيل بوخل إلى كريمونيزي الإيطالي بالإعارة.
- 31 أغسطس 2012: لاعب الوسط الإيطالي فرانشيسكو بارافيتشيني إلى نوفارا الإيطالي.
- 31 أغسطس 2012: لاعب الوسط البيروفي جواوزينيو أروي إلى سبورتينغ براغا البرتغالي مجانا.
- المهاجم الإيطالي توماس ألبانيزي إلى لاكويلا الإيطالي مجانا.
- جيوليو كافالاري إلى بيلاريا-إيجيا مارينا الإيطالي بالإعارة.

### كالياري

#### القادمون
- 21 يونيو 2012: المدافع الإيطالي لوكا روسيتيني من سيينا الإيطالي.
- 19 يوليو 2012: المدافع الإيطالي فينتشينزو كاميليري من ريجينا الإيطالي بالإعارة.

#### الراحلون
- 12 يوليو 2012: المدافع الإيطالي ميتشيلي كانيني إلى جنوة الإيطالي.

### باليرمو

#### القادمون
- 6 يونيو 2012: لاعب الوسط الإيطالي فرانكو بريينزا من سيينا الإيطالي.
- 20 يونيو 2012: المدافع السلوفيني ياسمين كيورتيتش من فاريزي الإيطالي بملكية مشتركة مقابل 200 ألف يورو.
- 26 يوليو 2012: حارس المرمى الإيطالي إميليانو فيفيانو من إنتر ميلان الإيطالي بفسخ الملكية المشتركة مقابل 3 ملايين يورو (المبادلة مع سيلفيستر).
- 31 أغسطس 2012: لاعب الوسط الإيطالي فرانتشيسكو فاسالو من فولينيو الإيطالي.

#### الراحلون
- 22 يونيو 2012: المهاجم الأرجنتيني بابلو غونزاليز إلى نوفارا الإيطالي بملكية مشتركة مقابل 3 ملايين يورو (المبادلة مع مورغانيلا وأويكاني).
- 29 يونيو 2012: المدافع الإيطالي أندريا أدامو إلى فولينيو الإيطالي بملكية مشتركة مقابل 500 يورو.
- 2 يوليو 2012: المدافع الإيطالي ماتيا كاساني إلى فيورنتينا الإيطالي مقابل 2.75 ملايين يورو.
- 5 يوليو 2012: المدافع الإيطالي ماتيو دارميان إلى تورينو الإيطالي بملكية مشتركة.
- 13 يوليو 2012: المدافع الإيطالي دانييل كابيليتي إلى سودتيرول الإيطالي بالإعارة.
- 16 يوليو 2012: لاعب الوسط الغاني أفريي أسكواه إلى بارما الإيطالي بالإعارة.
- 26 يوليو 2012: حارس المرمى الإيطالي إميليانو فيفيانو إلى فيورنتينا الإيطالي بالإعارة مقابل 500 ألف يورو.
- 26 يوليو 2012: لاعب الوسط الإيطالي فرانتشيسكو ديلا روكا إلى فيورنتينا الإيطالي بالإعارة.
- 21 يونيو 2012: المدافع الإيطالي جيوزيبي بريستيا إلى أسكولي الإيطالي بالإعارة.
- 29 يونيو 2012: أليساندرو ميكاي إلى كومو الإيطالي بالإعارة.
- 29 يونيو 2012: لاعب الوسط الإيطالي فرانتشيسكو فاسالو إلى فولينيو الإيطالي بملكية مشتركة مقابل 500 يورو.
- 14 يوليو 2012: غابرييلي زيربو إلى تيرامو الإيطالي بملكية مشتركة.
- 1 أغسطس 2012: المدافع الإيطالي فيديريكو بالزاريتي إلى روما الإيطالي مقابل 4.5 مليون يورو.
- 31 أغسطس 2012: المدافع الإيطالي أندريا أدامو إلى فولينيو الإيطالي بفسخ الملكية المشتركة.
- 31 أغسطس 2012: لاعب الوسط الإيطالي فرانتشيسكو فاسالو إلى فولينيو الإيطالي بالإعارة.
- 31 أغسطس 2012: أومبيرتو نابيلو إلى غوبيو الإيطالي بالإعارة.
- 31 أغسطس 2012: ميكيلي بييري إلى سانتاركانجيلو الإيطالي بالإعارة.
- 31 أغسطس 2012: لاعب الوسط الإيطالي لوكا دي ماتيو إلى فيتشنزا الإيطالي.

### جنوة

#### القادمون
- 10 فبراير 2012: لاعب الوسط المجري دانييل توتشر من جينك البلجيكي مجانا.
- 22 فبراير 2012: المدافع السويسري ستيف فون بيرغن من تشيزينا الإيطالي مجانا.
- 22 يونيو 2012: لوكا كوماني من فاريزي الإيطالي بملكية مشتركة.
- 22 يونيو 2012: نيكولاس لينياني من فاريزي الإيطالي بملكية مشتركة.
- 22 يونيو 2012: جياكومو نوفيلو من فاريزي الإيطالي بملكية مشتركة.
- 22 يونبو 2012: المهاجم الإيطالي ريكاردو إمبروتا من فيرتوس لانتشيانو الإيطالي.
- 9 يوليو 2012: لاعب الوسط البرازيلي أنسيلمو من بالميراس البرازيلي.
- 12 يوليو 2012: المدافع الإيطالي ميتشيلي كانيني من كالياري الإيطالي.
- 18 يوليو 2012: لاعب الوسط الإيطالي أندريا بيرتولاتشي من روما الإيطالي بملكية مشتركة مقابل مليون يورو (المبادلة مع تاختسيديس).
- 30 يوليو 2012: لاعب الوسط الإيطالي جيامماريو بيشيتيلا من روما الإيطالي بملكية مشتركة مقابل 1.5 مليون يورو (المبادلة مع ديسترو).
- 30 يوليو 2012: لاعب الوسط الإيطالي فاليريو فيري من روما الإيطالي بملكية مشتركة مقابل 1.5 مليون يورو (المبادلة مع ديسترو).
- 30 يوليو 2012: المهاجم الإيطالي ماتيا ديسترو من سيينا الإيطالي بفسخ الملكية المشتركة مقابل 7.5 مليون يورو.
- 22 أغسطس 2012: لاعب الوسط الغاني أحمد باروسو من روما الإيطالي مجانا.

#### الراحلون
- 16 أبريل 2012: المدافع اليوناني سقراط باباستاثوبولوس إلى فيردر بريمين الألماني.
- 7 يونيو 2012: المهاجم الأرجنتيني رودريغو بالاسيو إلى إنتر ميلان الإيطالي.
- 20 يونيو 2012: المدافع الإيطالي فرانتشيسكو أتشيربي إلى إيه سي ميلان الإيطالي بملكية مشتركة مقابل 4 ملايين يورو.
- 20 يونيو 2012: المهاجم الإيطالي ماتيا ديسترو إلى سيينا الإيطالي بملكية مشتركة مقابل 1.3 مليون يورو.
- 20 يونيو 2012: المدافع الدانماركي ماغنوس ترويست إلى فاريزي الإيطالي بملكية مشتركة.
- 20 يونيو 2012: المدافع الفرنسي كيفن كونستانت إلى إيه سي ميلان الإيطالي بالإعارة.
- 21 يونيو 2012: لاعب الوسط الكاميروني لويس بارفات إلى تشيزينا الإيطالي.
- 30 يونيو 2012: المهاجم الفرنسي ستيف بينو إلى كليرمونت الفرنسي مجانا.
- 4 يوليو 2012: لاعب الوسط البرتغالي ميغيل فيلوسو إلى دينامو كييف الأوكراني.
- 8 يوليو 2012: المهاجم الإيطالي روبرت أكوافريسكا إلى بولونيا الإيطالي بملكية مشتركة.
- 9 يوليو 2012: لاعب الوسط الغاني إسحاق كوفي إلى كييفو فيرونا الإيطالي بملكية مشتركة.
- 13 يوليو 2012: المدافع الإيطالي نيكولا بازيني إلى سبيتسيا الإيطالي بالإعارة.
- 15 يوليو 2012: حارس المرمى الإيطالي كريستيانو لوباتيلي إلى فيورنتينا الإيطالي مجانا.
- 16 يوليو 2012: المهاجم الغاني ريتشموند بواكي إلى يوفنتوس الإيطالي بملكية مشتركة مقابل 4 ملايين يورو (المبادلة مع إيموبيلي).
- 17 يوليو 2012: أليسيو غريا إلى غوبيو الإيطالي.
- 18 يوليو 2012: لاعب الوسط اليوناني باناجيوتيس تاختسيديس إلى روما الإيطالي بملكية مشتركة مقابل 2.5 مليون يورو (1.5 مليون يورو نقدا بالإضافة إلى نصف بطاقة بيرتولاتشي).
- 19 يوليو 2012: حارس المرمى الإيطالي جياكومو بيندي إلى لاتينا الإيطالي.
- 24 يوليو 2012: أليسيو دي بودي إلى كاربي الإيطالي بالإعارة.
- 30 يوليو 2012: المهاجم الإيطالي ماتيا ديسترو إلى روما الإيطالي بالإعارة مقابل 11.5 مليون يورو.
- 30 يوليو 2012: لاعب الوسط الإيطالي فاليريو فيري إلى سيينا الإيطالي بالإعارة.
- 23 أغسطس 2012: لاعب الوسط الغاني أحمد باروسو إلى نوفارا الإيطالي بالإعارة.

### بيسكارا

#### القادمون
- 21 يونيو 2012: المهاجم الإيطالي جيانلوكا كابراري من روما الإيطالي بملكية مشتركة مقابل 1.2 مليون يورو.
- 29 يونيو 2012: فرانتشيسكو كاراتيلي من فيتشنزا الإيطالي بملكية مشتركة مقابل 450 ألف يورو (المبادلة مع دي بينتيما).
- 30 يونيو 2012: المهاجم الإيطالي إلفيس أبروتشاتو من فيتشنزا الإيطالي مقابل 2.3 مليون يورو (المبادلة مع جياكوميلي).
- 9 يوليو 2012: لاعب الوسط الإيطالي جيوزيبي كولوكي من تشيزينا الإيطالي.
- 29 يونيو 2012: لاعب الوسط الإيطالي أليسيو برونو من فيتشنزا الإيطالي بملكية مشتركة مقابل 400 ألف يورو (المبادلة مع كابا).
- 31 أغسطس 2012: حارس المرمى الإيطالي إيفان بيليتسولي من بادوفا الإيطالي.
- 31 أغسطس 2012: المدافع الإيطالي فرانشيسكو موديستو من بارما الإيطالي بالإعارة.

#### الراحلون
- 21 يونيو 2012: المهاجم الإيطالي ماركو سانزوفيني إلى سبيتسيا الإيطالي.
- 29 يونيو 2012: حارس المرمى الإيطالي أندريا كابا إلى فيتشنزا الإيطالي بملكية مشتركة مقابل 400 ألف يورو (المبادلة مع برونو).
- 30 يونيو 2012: المهاجم الإيطالي ستيفانو جياكوميلي إلى فيتشنزا الإيطالي مقابل 2.3 مليون يورو (المبادلة مع أبروتشاتو).
- 9 يوليو 2012: لاعب الوسط الإيطالي أندريا غيسا إلى تشيزينا الإيطالي.
- 29 يونيو 2012: فيليبو دي بينتيما إلى فيتشنزا الإيطالي بملكية مشتركة مقابل 400 ألف يورو (المبادلة مع كاراتيلي).
- 31 أغسطس 2012: حارس المرمى الإيطالي لوكا أنانيا إلى بادوفا الإيطالي.
- 31 أغسطس 2012: المهاجم الإيطالي أنتونينو راغوزا إلى تيرنانا الإيطالي بالإعارة.
- 31 أغسطس 2012: المهاجم الإيطالي ريكاردو مانييرو إلى تيرنانا الإيطالي بالإعارة.
- 31 أغسطس 2012: المدافع الإيطالي ريكاردو بروسكو إلى تيرنانا الإيطالي بالإعارة.

### تورينو

#### القادمون
- 22 يونيو 2012: المدافع الإيطالي ريكاردو فياموتسي من فاريزي الإيطالي بملكية مشتركة (المبادلة مع إيباغوا).
- 5 يوليو 2012: حارس المرمى البلجيكي جان فرانسوا غيليه من بولونيا الإيطالي.
- 5 يوليو 2012: المدافع الإيطالي ماتيو دارميان من باليرمو الإيطالي بملكية مشتركة.
- 7 يوليو 2012: المدافع الإيطالي ماركو ميليوريني من كييتي الإيطالي.
- 13 يوليو 2012: المهاجم الإيطالي جيانلوكا سانسوني من ساسولو الإيطالي بملكية مشتركة.
- 4 أغسطس 2012: المدافع الأوروغواياني غييرمو رودريغيز من تشيزينا الإيطالي.
- 11 أغسطس 2012: لاعب الوسط الإيطالي ماتيو بريغي من روما الإيطالي بالإعارة.

#### الراحلون
- 22 يونيو 2012: المدافع الإيطالي ريكاردو فياموتسي إلى فاريزي الإيطالي بالإعارة.

### سامبدوريا

#### القادمون
- 10 يوليو 2012: المهاجم الأرجنتيني ماكسي لوبيز من كاتانيا الإيطالي.
- 16 يوليو 2012: المدافع الإيطالي لورينزو دي سيلفيستري من فيورنتينا الإيطالي بالإعارة.
- 7 سبتمبر 2012: لاعب الوسط الإيطالي دافيدي غافاتسي من فيتشنزا الإيطالي مقابل 1.2 مليون يورو.

#### الراحلون
- 17 يوليو 2012: ستيفانو دي أغوستينو إلى كاتنزارو الإيطالي بملكية مشتركة.
- 18 يوليو 2012: المهاجم الإيطالي فيديريكو بيوفاكاري إلى نوفارا الإيطالي بالإعارة.
- 25 يوليو 2012: لاعب الوسط الإيطالي فرانتشيسكو سينيوري إلى مودينا الإيطالي بالإعارة.
- 2 أغسطس 2012: المدافع الإيطالي إدواردو بلونديت إلى بورتوغروارو الإيطالي بالإعارة.
- 2 أغسطس 2012: أندريا ماغراسي إلى كاتنزارو الإيطالي بالإعارة.
- 2 أغسطس 2012: حارس المرمى الإيطالي أندريا توتسو إلى بورتوغروارو الإيطالي بالإعارة.
- 2 أغسطس 2012: مورينو بيريتا إلى بورتوغروارو الإيطالي بالإعارة.
- 2 أغسطس 2012: جيوزيبي زامبانو إلى بورتوغروارو الإيطالي بالإعارة.
- 2 أغسطس 2012: لاعب الوسط السويسري أليساندرو مارتينيلي إلى بورتوغروارو الإيطالي بالإعارة.
- 29 أغسطس 2012: المدافع الإيطالي ماسيمو فولتا إلى ليفانتي الإسباني بالإعارة.
- 31 أغسطس 2012: المدافع الإيطالي جيانلويجي بيانكو إلى أفيلينو الإيطالي.
- 31 أغسطس 2012: سيموني باتاكيولا إلى بورتوغروارو الإيطالي بالإعارة.
- 31 أغسطس 2012: لاعب الوسط الإيطالي جيانلوكا سامبييترو إلى بورتوغروارو الإيطالي بالإعارة.
- 7 سبتمبر 2012: لاعب الوسط الإيطالي دافيدي غافاتسي إلى فيتشنزا الإيطالي بالإعارة.
- 7 سبتمبر 2012: لاعب الوسط السويسري ماركو بادالينو إلى فيتشنزا الإيطالي مجانا.
- 7 سبتمبر 2012: لاعب الوسط الإيطالي فرانكو سيميولي إلى فيتشنزا الإيطالي مجانا.
- 7 سبتمبر 2012: لاعب الوسط المجري شولت لازكو إلى فيتشنزا الإيطالي بالإعارة.
- 10 سبتمبر 2012: المهاجم الإيطالي سالفاتوري فوتي إلى ليتشي الإيطالي بالإعارة.